# B'z The Best "Ultra Pleasure"
B'z The Best "Ultra Pleasure" é a nona coletânea da banda japonesa de hard rock B'z, lançada em 18 de junho de 2008 pela Vermillion Records para comemorar os vinte anos de carreira da banda. Vendeu 972.595 cópias no total, chegando à 1ª colocação da Oricon e da Billboard Japan Top Albums. O álbum era triplo, sendo dois discos de hits e um DVD.

## Faixas

### Disco um
1. "Bad Communication -Ultra Pleasure Style-"
2. "Be There"
3. "Easy Come, Easy Go!"
4. "Lady Navigation"
5. "Alone"
6. "Zero"
7. "Itsuka no Merry Christmas (いつかのメリークリスマス)"
8. "Ai no mama ni Wagamama ni Boku wa Kimi dake o Kizutsukenai (愛のままにわがままに 僕は君だけを傷つけない)"
9. "Hadashi no Megami (裸足の女神)"
10. "Negai (ねがい)"
11. "Love Me, I Love You"
12. "Love Phantom"
13. "Mienai chikara ~Invisible One~ (ミエナイチカラ 〜Invisible One〜)"
14. "Calling"
15. "Samayoeru Aoi Dangan (さまよえる蒼い弾丸)"

### Disco dois
1. "Home"
2. "Giri Giri Chop (ギリギリchop)"
3. "Konya Tsuki no Mieru Oka ni (今夜月の見える丘に)"
4. "Juice"
5. "Ultra Soul"
6. "Atsuki Kodō no Hate (熱き鼓動の果て)"
7. "It's Showtime!!"
8. "Banzai"
9. "Ai no Bakudan (愛のバクダン)"
10. "Ocean"
11. "Shōdō (衝動)"
12. "Splash!"
13. "Eien no Tsubasa (永遠の翼)"
14. "Super Love Song"
15. "Pleasure 2008 ~Jinsei no Kairaku~ (Pleasure 2008 ～人生の快楽～)"

### DVD
1. "Itoshii Hitoyo Good Night... (愛しい人よGood Night...) [B'z Live-Gym Pleasure '92 "Time"]"
2. "Mou Ichidou Kiss Shitakatta (もう一度キスしたかった) [B'z Live-Gym Pleasure '93 "Run"]"
3. "Odekake Shimashou (おでかけしましょ) [B'z Live-Gym '94 "The 9th Blues -Part1-"]"
4. "love me, I love you [B'z Live-Gym '96 "Spirit Loose"]"
5. "Bad Communication [B'z Live-Gym Pleasure '97 "Fireball"]"
6. "Calling [B'z Live-Gym '98 "Survive"]"
7. "Love Phantom [B'z Live-Gym Pleasure 2000 "Juice"]"
8. "Gold [B'z Live-Gym 2001 "Eleven"]"
9. "Don't Leave Me [B'z Live-Gym 2003 "Big Machine"]"
10. "Samayoeru Aoi Dangan (さまよえる蒼い弾丸) [B'z Live-Gym 2005 "Circle of Rock"]"